# Läderskål
Läderskål (Encoelia furfuracea) är en svampart som först beskrevs av Albrecht Wilhelm Roth, och fick sitt nu gällande namn av Petter Adolf Karsten 1871. Läderskål ingår i släktet Encoelia och familjen Sclerotiniaceae.  Arten är reproducerande i Sverige. Inga underarter finns listade i Catalogue of Life.